# Barrio Cooperativa Los Campamentos
Barrio Cooperativa Los Campamentos es una localidad argentina ubicada en el distrito Los Campamentos del Departamento Rivadavia, Provincia de Mendoza. Se encuentra sobre la calle La Florida, 2 km al oeste de la cabecera distrital y 4 km al este de La Florida. Cuenta con una escuela denominada Heriberto Baeza.